# 小行星9087
小行星9087（英語：9087 Neff）是一颗围绕太阳公转的小行星。1995年9月29日，克列特在克列特发现了此天体。
这颗小行星的绝对星等为314.84453等。